# Modisimus coeruleolineatus
Modisimus coeruleolineatus is een spinnensoort uit de familie trilspinnen (Pholcidae). De soort komt voor in Puerto Rico.